# مارك بوكلاند
مارك بوكلاند (بالإنجليزية: Mark Buckland) هو لاعب كرة قدم بريطاني، ولد في 18 أغسطس 1961 في شلتنهام في المملكة المتحدة. لعب مع وولفرهامبتون واندررز.